# Britta Johansson Norgren
Britta Johanna Helena Norgren (Bälinge, 30 marzo 1983) è una fondista svedese.
In seguito al matrimonio nel 2009 ha aggiunto al proprio il cognome del marito e gareggia come Britta Johansson Norgren.

## Biografia
Originaria di Bälinge di Luleå, in Coppa del Mondo ha esordito il 20 marzo 2003 a Borlänge (29ª), ha ottenuto il primo podio il 24 marzo 2006 a Sapporo (3ª) e la prima vittoria il 4 febbraio 2007 a Davos.
In carriera ha preso parte a tre edizioni dei Giochi olimpici invernali, Torino 2006 (11ª nella 10 km, 28ª nella 30 km, 13ª nella sprint, 15ª nell'inseguimento, 4ª nella staffetta), Vancouver 2010 (29ª nella 10 km, 52ª nell'inseguimento) e Soči 2014 (14ª nella sprint, 37ª nello skiathlon), e a tre dei Campionati mondiali, vincendo due medaglie.

## Palmarès

### Mondiali
- 2 medaglie:
  - 1 argento (staffetta a Oslo 2011)
  - 1 bronzo (staffetta a Liberec 2009)

### Coppa del Mondo
- Miglior piazzamento in classifica generale: 30ª nel 2009
- 8 podi (tutti a squadre):
  - 2 vittorie
  - 3 secondi posti
  - 3 terzi posti

#### Coppa del Mondo - vittorie
| Data            | Località   | Nazione  | Spec.                                                                  |
| --------------- | ---------- | -------- | ---------------------------------------------------------------------- |
| 4 febbraio 2007 | Davos      | Svizzera | 4 × 5 km (con Lina Andersson, Anna-Karin Strömstedt e Charlotte Kalla) |
| 28 ottobre 2007 | Düsseldorf | Germania | TS TL (con Charlotte Kalla)                                            |

Legenda:

TL = tecnica libera

TS = sprint a squadre
Il 27 gennaio 2019 conquista il primo posto nella 46ª Marcialonga.